# Elwyn Berlekamp
Elwyn Ralph Berlekamp, född 6 september 1940 i Dover, Ohio, död 9 april 2019, var en amerikansk matematiker. Han är känd för sitt arbete inom ämnen  informationsteori och kombinatorisk spelteori.
Berlekamp avlade 1964 sin doktorsexamen i elektroteknik vid Massachusetts Institute of Technology. Han har arbetat som professor i matematik vid University of California, Berkeley.
Han har skrivit Winning Ways for your Mathematical Plays (1982) tillsammans med John H. Conway och Richard K. Guy.